# Мальтахёэ
Ма́льтахёэ, Мальтахёз (англ. Maltahöhe) — деревня в регионе Хардап в Намибии.
Поселение располагается в 110 километрах на западе от Мариенталя, находящегося недалеко от автострады C19. Население Мальтахёэ составляют примерно 1 971 жителей. Название деревни было дано начальником района, который создал на этом месте полицейский пункт колониального управления, и назвал именем своей жены — Мальта. Недалеко от Мальтахёэ располагается замок Дувизиб.
Ранее Мальтахёэ являлся основным местом вывода овец каракульской породы, часть которых раздавалась местным фермерам. Сейчас этот вид деятельности находится в упадке и требует восстановления. Популярным местом в деревне является «Maltahöhe-Hotel». Отель был построен в 1907 году и является самым старым в Намибии. В 2007 году праздновалось 100-летие со дня постройки здания.

## Политика
По результатам выборов 2010 года была составлена следующая статистика:
| Партия          | Кол-во голосов | Кол-во голосов (%) |
| --------------- | -------------- | ------------------ |
| СВАПО           | 330            | 50,54 %            |
| РДП             | 107            | 16,39 %            |
| АПП             | 106            | 16,23 %            |
| ДПН             | 071            | 10,87 %            |
| ДТА             | 030            | 04,59 %            |
| недействительно | 09             | 01,38 %            |
| Итого           | 653            | 100 %              |

## Образовательные учреждения
- Daweb Junior Secondary School
- Nabasib Primary School

## Галерея
- Евангелическо-лютеранская церковь в Мальтахёэ
- Табличка в деревне Бургсдорф, недалеко от Мальтахёэ